# Zeta II Reticuli
En astronomía, Zeta II Reticuli es una estrella amarilla que se encuentra a 35 años luz del sistema solar, ubicada en la constelación de Reticulum (el Retículo de telescopio), y que junto con Zeta I Reticuli forma el sistema Zeta Reticuli. Ambas han estado bajo observación durante los últimos años por astrónomos de todo el mundo, pues son candidatas para el estudio de vida extra planetaria debido a la composición de los gases y los elementos presentes.[cita requerida]
Hasta hace unos años se pensaba que ambas estrellas pertenecían a un sistema binario, lo que ha sido descartado actualmente.

## Cine
En la película Alien, el octavo pasajero Zeta II Reticuli es el nombre del sistema extrasolar que se ubica en los límites conocidos de la astronavegación de los humanos y hacia donde se dirige la nave espacial U.S.C.S.S. Nostromo siguiendo una supuesta transmisión de auxilio.
- Datos: Q6171328